# Dichagyris pseudadumbrata
Dichagyris pseudadumbrata är en fjärilsart som beskrevs av Charles Boursin 1964. Dichagyris pseudadumbrata ingår i släktet Dichagyris och familjen nattflyn. Inga underarter finns listade i Catalogue of Life.